# Burg auf dem Ehinger Berg

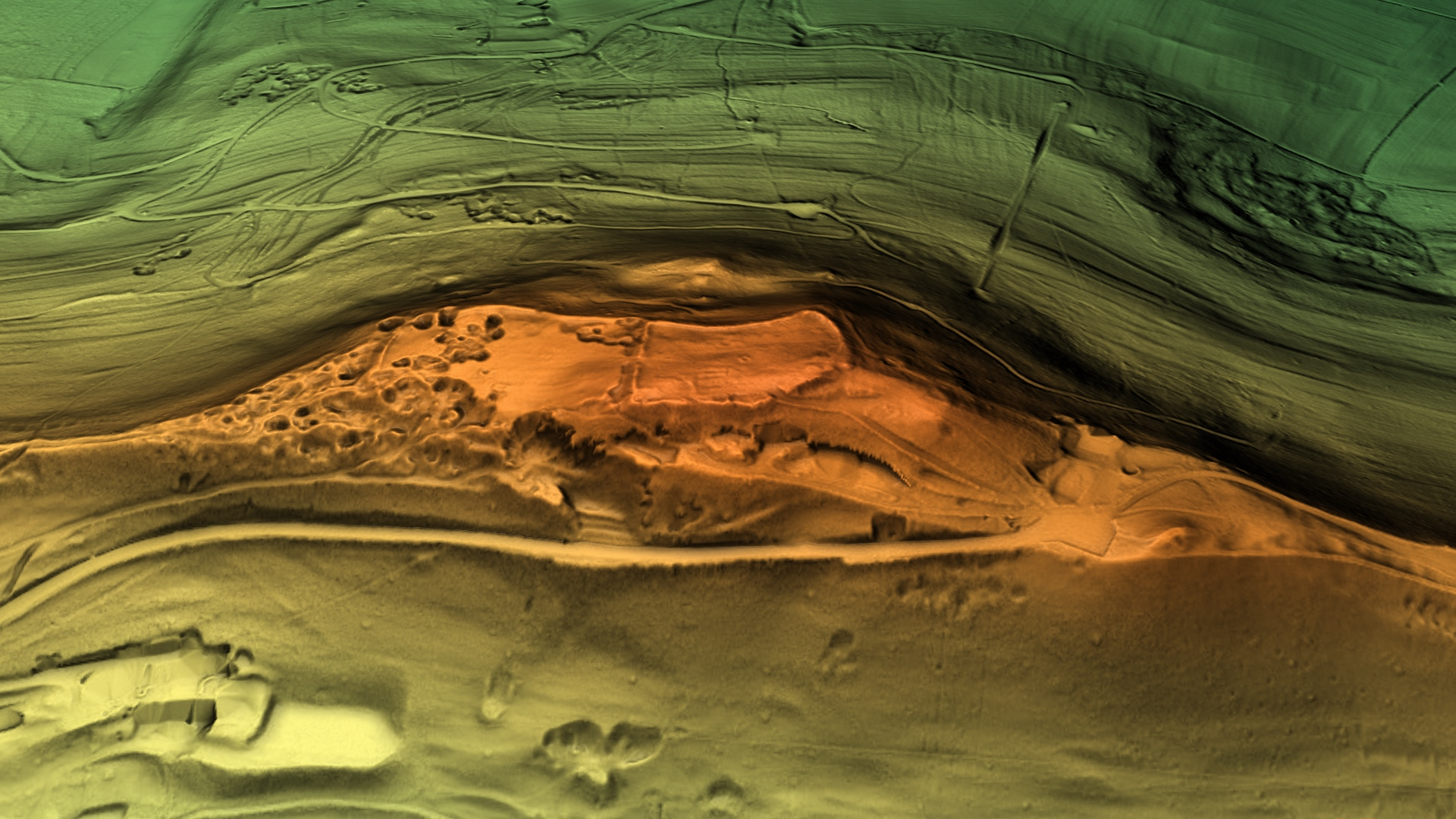
3D-Ansicht des digitalen Geländemodells

Die Burg auf dem Ehinger Berg ist eine karolingerzeitliche Wallburg auf einer Erhebung des Hesselbergs in der Gemeinde Ehingen  im Landkreis Ansbach in Mittelfranken in Bayern.
Der Ehinger Berg ist der mittlere Teil des Hesselberges, eines langgestreckten Höhenrückens, der Befestigungen ab der Urnenfelderkultur aufweist. An seiner höchsten Stelle umgeben Wälle eine rechteckige Anlage von 60 × 110 m Größe. Die ursprüngliche Wall-Graben-Anlage wurde laut den Funden auf der Grabensohle in der Karolingerzeit angelegt. Westlich der Hauptbefestigung verlaufen die verschliffenen Wälle einer Vorburg, die in ihrem Innenbereich stark durch Steinbrüche zerstört ist. Nach den Notizen einer 1913 durchgeführten Ausgrabung war ihr noch ein dreieckiges Vorwerk vorgesetzt. Diesem und dem Wall zwischen Haupt- und Vorburg waren westlich jeweils ein Graben vorgelagert. Die ursprünglichen Eingänge in Haupt- und Vorburg sind heute nicht mehr erschließbar. In einer Skizze von 1912 ist aber ein Tor im Süden der Hauptburg verzeichnet. Unmittelbar östlich der Hauptburg wurde 1965 ein weiterer, kaum mehr erkennbarer Wall mit östlich vorgelagertem Graben entdeckt, der wohl erst im 10. Jh. zur Vorfeldsicherung angelegt wurde.
Der Aufbau des Walls der Hauptburg wurde an seiner Südostseite durch einen Sondageschnitt untersucht. Demnach bestand er aus einem 5–6 m breiten Holzgerüst, das mit Kalksteinbrocken aufgefüllt war. Vorder- und Rückseite waren jeweils mit Kalksteinplatten verblendet. Nach einer 3 m breiten Berme folgte ein Graben von 6 m Breite und ca. 2 m Tiefe. Erkenntnisse über die Innenbebauung existieren bisher nicht. Kleinfunde wie Schlüssel, Schlossteile sowie Tür- und Truhenbeschläge lassen auf eine längerfristig angelegte Nutzung jenseits eines Charakters als reine Fluchtburg schließen.
Im Bereich der Vorburg wurden 1937 Gräber erforscht, die aufgrund der Beigabe von Dornpfeilspitzen als ungarische Reiterkrieger angesprochen wurden.